# 叔孙辄
叔孙辄（？—？），字子張，中国春秋时期鲁国叔孙氏宗主叔孙州仇的儿子。 
季寤、公鉏极、公山不狃在季氏不得志，叔孙辄不被叔孙州仇宠信，叔仲志在鲁国不得志，这五人依靠阳虎。阳虎想除掉三桓，以季寤取代季氏，以叔孙辄取代叔孙氏，自己取代孟氏。前502年十月初三，计划在蒲圃设享礼时杀死季桓子季孙斯。阳虎驱车在前，林楚为季孙斯驾车，阳越走在最后。将到蒲圃，季孙斯策反了林楚。林楚射杀了阳越。阳虎劫持鲁定公和叔孙武叔以攻打孟氏。公敛处父击败阳虎。季寤在季氏的祖庙里向祖宗一一斟酒祭告然后逃走。阳虎进入讙地、阳关而叛变。次年，阳虎失败，逃到晋国。叔孙辄和公山不狃踞费邑，前498年，孔子派申句须、乐颀率軍擊敗公山不狃，公山不狃和叔孙辄逃到齊國。後來，公山不狃和叔孙辄又到吳國，前487年，吳王夫差準備攻打鲁国，叔孙辄支持。叔孙辄告知公山不狃，公山不狃不同意，認為不能因個人恩怨來傷害祖國故乡。